# 2000 QK226
2000 QK226, também escrito como 2000 QK226, é um objeto transnetuniano (TNO) que está localizado no disco disperso, uma região do Sistema Solar. Ele possui uma magnitude absoluta (H) de 8,9 e, tem um diâmetro estimado com cerca de 73 km.

## Descoberta
2000 QK226 foi descoberto no dia 29 de agosto de 2000 pelos astrônomos O. R. Hainaut e C. E. Delahodde.

## Órbita
A órbita de 2000 QK226 tem uma excentricidade de 0.444 e possui um semieixo maior de 66.994 UA. O seu periélio leva o mesmo a uma distância de 37.233 UA em relação ao Sol e seu afélio a 96.756.